# マクベス ザ・ギャングスター
『マクベス ザ・ギャングスター』（Macbeth）は、2006年のオーストラリアの犯罪アクション映画。監督はジェフリー・ライト、出演はサム・ワーシントンとヴィクトリア・ヒルなど。ウィリアム・シェイクスピアの『マクベス』の舞台を現代に翻案している。2006年9月に開催された第31回トロント国際映画祭で初上映された。日本では劇場未公開で2008年6月にDVD発売された。

## キャスト
※括弧内は日本語吹替
- マクベス: サム・ワーシントン（佐藤せつじ） - 麻薬組織のメンバー。
- マクベス夫人（英語版）: ヴィクトリア・ヒル（英語版）（朴璐美）
- マクダフ（英語版）: ラッキー・ヒューム（木下浩之）
- ダンカン: ゲイリー・スウィート（英語版） - 麻薬組織のボス。
- バンクォー: スティーヴ・バストーニ（英語版）（茶花健太）
- 殺人者: ミック・モロイ（英語版）
- マルカム: マット・ドーラン（英語版）（渡辺穣）
- シーワード（英語版）: ボブ・フランクリン（英語版）
- フリーアンス: クレイグ・ストット（英語版）
- レノックス: ジョニー・パスヴォルスキー（英語版）